# 2014年國際足協世界盃外圍賽 – 歐洲區第二圈
2014年世界盃外圍賽歐洲區附加賽（英語：2014 FIFA World Cup qualifying tournament UEFA Play-off）由第一輪分組賽第二名的9支隊伍中，8支成績較佳的相互對戰。進行主客場二回合賽事；勝隊晉級世界盃。比賽訂於2013年11月15日和19日舉行。

## 賽程
| 第一隊 | 總比數 | 第二隊   | 首回合 | 次回合 |
| ------ | ------ | -------- | ------ | ------ |
| 葡萄牙 | 4–2    | 瑞典     | 1–0    | 3–2    |
| 乌克兰 | 2–3    | 法國     | 2–0    | 0–3    |
| 希腊   | 4–2    | 羅馬尼亞 | 3–1    | 1–1    |
| 冰島   | 0–2    |          | 0–0    | 0–2    |